# Eustère de Wisigothie
Eustère de Wisigothie est le nom donné à une hypothétique reine des Francs qui serait épouse de Thierry Ier et mère de Thibert Ier, tous deux rois des Francs à Metz, respectivement de 511 à 534 et de 534 à 548.

## Historicité
Bien qu'elle figure dans plusieurs publications grand-public,, aucun document de l'époque mérovingienne ne la mentionne,.
La date de naissance de Thibert Ier n'est pas connue avec certitude. Ce que l'on sait sur la question se résume à deux citations de Grégoire de Tours : « Après la mort de Clovis, ses quatre fils, Théodoric, Chlodomir, Childebert et Clotaire, prirent possession de son royaume, et se le partagèrent également. Théodoric avait déjà un fils brave et vaillant, nommé Théodebert » (en 511) et « Théodoric, qui avait été averti que des étrangers dévastaient son royaume, envoya en ce lieu son fils Théodebert, avec une vaillante troupe de gens de guerre, et puissamment armés. Le roi fut tué, et Théodebert, après avoir vaincu les ennemis dans un combat naval, fit remettre à terre tout le butin » (en 515). Le terme de « fils brave et vaillant » peut aussi bien s'appliquer à un enfant de deux-trois ans qu'à un enfant de dix ans. D'autre part il est arrivé que des enfants mérovingiens de 5 ans mènent nominalement une armée, sous le contrôle de généraux expérimentés. Cependant, les estimations de l'année de naissance de Thibert Ier varient entre 499 et 504, selon les historiens.
La seule femme connue du roi Thierry Ier est mentionnée par Gréroire de Tours : « Cependant Sigismond s’étant rendu à Saint-Maurice y demeura un grand nombre de jours dans le jeûne et les larmes, à prier pour obtenir son pardon ; il y fonda un chant perpétuel, et retourna à Sion, la vengeance divine le poursuivant pas à pas. Le roi Théodoric épousa sa fille ». Son nom, Suavegothe, n'est connu que par Flodoard (894 † 966). La formulation ne permet pas de dater le mariage qui est postérieur à 507, les parents de Suavegothe s'étant mariés en 495,.
Il en découle une quasi impossibilité chronologique que Suavegothe soit la mère de Thibert Ier. Il faut donc considérer que Thierry Ier a eu une concubine ou une première épouse, dont l'histoire n'a pas retenu le nom, qui a donné naissance à Thibert,.
On ne sait pas quel auteur du Moyen Âge ou de la Renaissance a donné un nom à cette reine inconnue. Au XVIIe siècle, le père Anselme (1625 † 1694) mentionne l'hypothèse, comme première femme de Thierry Ier : « N..., fille d'Alaric, roi des Wisigoths, selon quelques-uns », avec la note « Nommée Eustère par Aubert Le Mire ».